# 爱丁堡大学出版社
爱丁堡大学出版社（英語：Edinburgh University Press，通常简写EUP），是一家位于苏格兰爱丁堡的学术书籍和期刊的学术出版商。

## 历史
爱丁堡大学出版社成立于1940年代，1992年成为爱丁堡大学的全资子公司 ，出版社出版的书籍和期刊带有爱丁堡大学的出版牌照。所有提议的出版项目均由由大学学者组成的新闻委员会评估和批准。自2004年8月以来，该出版社一直处于慈善机构地位。 
2013年1月，爱丁堡大学出版社以未公开的价格收购了邓迪大学出版社，其既定目标是增加教科书和电子书销售。  

## 出版
爱丁堡大学出版社出版了一系列研究出版物，其中包括学术专着、参考著作，以及可在线获得的材料。出版社还为学生和讲师出版教科书。 该出版社每年出版约205本书和42种期刊 ，主要专注人文和社会科学领域。  

### 电子书
EUP参与电子书平台大学出版社奖学金（如爱丁堡线上奖学金）、  JSTOR 、并且还与许多电子书平台合作。 

### 开放存取
EUP支持黄金和绿色开放获取出版， 并且是参与Knowledge Unlatched开放获取图书的全球图书馆联盟试点的13家出版商之一。 

## 商业
截至2021年7月31日的年度，爱丁堡大学出版社的图书和期刊总收入超过430万英镑，比上一年增长7%，盈利31.6万英镑。 